# Слободан Ристић
Слободан Бода Ристић (Ниш, 1942 — Београд, 2012) био је српски историчар уметности и ликовни критичар.

## Биографија
Дипломирао је 1968. године Историју уметности на Фолозофском факултету Универзитета у Београду. Од 1965. године објављује ликовне критике у дневним и недељним новинама („Политика“, 1977 — 1984, „НИН“, „ИТ Новине“), часописима („Сусрет“, „Уметност“, „Књижевна реч“, „Трећи програм“) и на Трећем програму Радио Београда од 1971.
Један је од оснивача Друштва ликовних критичара Србије.
Члан је Међународног удружења уметничких критичара - AICA, од 1974. године.
Уредник у редакцији Трећег програма Радио Београда 1979 — 2005.

## Критичарска делатност
Слободан Бода Ристић спада у ону врсту ликовних критичара који су отворено износили судове о уметничким остварењима која су се нашла под његовом критичком опсервацијом. Као критичар који је писао за часописе, у текстове је уносио и видни есејистички приступ објашњавајући појаве којима се бавио у ширем распону естетског, друштвеног и идеолошког контекста. Када је писао за дневне новине, посебно за „Политику“, реаговао је бескомпромисно и на позитивне, а још директније на негативне појаве у српској и југослевенској уметности на прелазу између касног модернизма и нове уметничке праксе седамдесетих година. Није се устручавао ни да, у неким случајевима које је као младе уметнике подржавао, у њиховим каснијим годинама критички негативно оцени. По тој доследности у критичком просуђивању и стабилним критеријумима оцењивања уметничких опуса, Ристић је био узор многим младим ликовним критичарима који су улазили у област осетљивог уметничког просуђивања.

## Књиге
- 2003. Време без илузија, (предговор Јеша Денегри), Clio, Београд

## Критике (избор)
- 1965. Корак ка демистификацији уметности - Драгош Калајић, Сусрет, март, Београд
- 1966. Нова Фигурација Београдског круга, Уметност, бр. 6, pp. 98–99, Београд
- 1967. Ка атракцијама свакодневног живота, Сусрет, 1-14. новембар, Београд
- 1968. Радомир Рељић, Сусрет, Београд
- 1972. Апстрактно сликарство у Србији 1951-1971, Уметност, бр. 29/30, pp. 78–83, Београд
- 1972. Душан Оташевић, Уметност, бр. 31, Београд
- 1973. Ка урбаном дизајну, НИН, 29. јули, Београд
- 1974. Јагода Буић, Уметност, бр. 38, pp. 78, Београд
- 1974. Слободан Шијан, Уметност, бр. 40, pp. 79–80, Београд
- 1974. Октобарски салон, Књижевна реч, бр. 31, октобар, Београд
- 1974. Компјутерска уметности, ИТ Новине, 8. новембар, Београд
- 1975. Алекса Челебоновић - Покушај ревалоризације, Књижевна реч, 6. септембар, Београд
- 1975. Изложбе дизајна, ИТ Новине, 12. децембар, Београд
- 1975. Војислав Јакић, Уметност, бр. 41/42, pp. 96–97, Београд
- 1976. Илустрације Душана Петричића, Трећи програм, бр. 31, pp. 56–57, Београд
- 1977. Радови Горана Трбуљака, Политика, 19. март, Београд
- 1977. Андраж Шаламун, Политика, 16. април, Београд
- 1977. Енформел 1956-1952, Политика, 29. април, Београд
- 1977. Документа о групи Горгона, Политика, 15. јун, Београд
- 1977. Међународна изложба Београд 77, Политика, 7. октобар, Београд
- 1977. Вера Божичковић Поповић, Политика, 26. новембар, Београд
- 1977. V београдски тријенале ликовних уметности, Трећи програм, бр. 34-35, Радио Београд, Београд
- 1978. Цртежи Јулија Книфера, Политика, 1. јануар, Београд
- 1979. Објекти Душана Оташевића, Политика, 22. јануар, Београд
- 1979. Ретроспектива групе ОХО, Политика, 3. фебруар, Београд
- 1979. Од патоса до конфрормизма, Политика, 28. фебруар, Београд
- 1979. Ка геометријској апстракцији - Бора Иљовски, Политика, 26. септембар, Београд
- 1980, Миодраг Б. Протић - Уметност нашег времена, Политика, 31. мај, Београд
- 1980. Сећање на уметност - Неша Париповић, Политика, 10. јун, Београд
- 1980. Време без илузија, Политика, 20. август, Београд
- 1981. После десет година Галерије СКЦ, Политика, 3. новембар, Београд
- 1981. Ретроспективна изложба скулптура Олге Јеврић, Политика, 27. новембар, Београд
- 1981. Тумачење апстрактне уметности, Трећи програм, бр. 49, pp. 20–24, Београд
- 1982. Енформел у Београду, Политика, 6. фебруар, Београд
- 1981. Наличје Медиале, Политика, 12. април, Београд
- 1982. Уметност као свакодневно понашање - Раша Тодосијевић, Политика, 24. септембар, Београд
- 1983. Зенит и авангарда двадесетих година, Политика, 5. март, Београд
- 1983. Судбина авангарде, Политика, 4. јун, Београд
- 1983. Ретроспективна изложба Миће Поповића, Политика, 12. новембар, Београд
- 1983. Лазар Трифуновић (1929-1983), Трећи програм, бр. 57, pp. 17–21, Београд
- 1984. Азил из времена кризе - Милета Продановић, Политика, 17. мај, Београд
- 1984. Млада словенска уметност после 1980, Књижевни гласник, бр. 2, Београд
- 1987. Поуздани зналац - Алекса Челебоновић (1917-1987), Борба, 1. јун, Београд
- 2004. Јулије Книфер (1924-2004), Трећи програм, бр. 121-122, Радио Београд, Београд

## Ауторске изложбе
- 1976. Критичари су изабрали, Галерија Културног центра, Београд
- 1977. Југословенски културни плакат, Салон Музеја савремене уметности, Београд
- 1977, Кретања у оквирима нове фигурације, V тријенале југословенске ликовних уметности, (коаутор), Музеј савремене уметности, Београд
- 1978.  2, (коаутор), Кабинет графике Југославенске академије знаности и умјетности, Загреб
- 1979. Добитници Политикине награде, Педесет година Политикине награде, (коаутор), Уметнички павиљон 'Цвијета Зузорић', Београд
- 2006. Историјско и савремено, Продајна галерија 'Београд', Београд
- 2010. Владислав Шиља Тодоровић, Радови 1959-1966, (коаутор), Ликовна галерија Културног центра Београда, Београд